# Lormes
Lormes – miejscowość i gmina we Francji, w regionie Burgundia-Franche-Comté, w departamencie Nièvre.
Według danych na rok 1990 gminę zamieszkiwały 1464 osoby, a gęstość zaludnienia wynosiła 28 osób/km² (wśród 2044 gmin Burgundii Lormes plasuje się na 150. miejscu pod względem liczby ludności, natomiast pod względem powierzchni na miejscu 22.).